# كابراريكا دي ليتشي
كابراريكا دي ليتشي (بالإيطالية: Caprarica di Lecce)‏ هي بلدة وبلدية في مقاطعة ليتشي في إقليم بوليا في جنوب إيطاليا.

## السكان
في سنة 1861 بلغ عدد السكان 1٬150 نسمة، وتطور العدد ليصل في سنة 2011 لـ 2٬582 نسمة.
يظهر هذا المخطط البياني تطور النمو السكاني لـ كابراريكا دي ليتشي